# Arsenal Football Club 2013-2014
Questa voce raccoglie le informazioni riguardanti l'Arsenal Football Club nelle competizioni ufficiali della stagione 2013-2014.

## Stagione
L'Arsenal, che chiude il mercato con l'acquisto del trequartista Mesut Özil dal Real Madrid, inizia il campionato con la sconfitta interna per 3-1 con l'Aston Villa. Successivamente, però, si riprende alla grande, vincendo cinque gare di fila (tra cui il derby con il Tottenham), interrompendo tale serie con un pareggio in casa del West Bromwich Albion. Seguono altre tre vittorie, di cui una con il Liverpool per 2-0; questi risultati permettono ai gunners di dominare la classifica. Successivamente, il 10 novembre, arriva la seconda sconfitta in Premier, per 1-0 all'Old Trafford contro il Manchester United. I londinesi, tuttavia, si riprendono immediatamente ottenendo altre tre vittorie in tre partite, prima del pareggio casalingo con l'Everton (1-1). In seguito, crolla in casa del Manchester City, perdendo per 6-3. Dopo lo 0-0 con il Chelsea, l'Arsenal ritrova la vittoria con il 3-1 in casa del West Ham, ottenendo poi 16 punti nelle successive sei gare (5 vittorie e un pareggio). La serie si interrompe con la grave sconfitta per 5-1 in casa del Liverpool; a causa di contemporanei risultati positivi, prima il Manchester City e poi il Chelsea si prendono la vetta della classifica a scapito dei gunners.
In Champions League, l'Arsenal supera il preliminare battendo il Fenerbahçe per 3-0 a Istanbul e per 2-0 all'Emirates. Vengono sorteggiati nel Gruppo F con Borussia Dortmund, Napoli e Marsiglia. Riescono a superare il "girone di ferro" con 12 punti e da secondi classificati (alla pari con i giallo-neri), ottenendo 4 vittorie (con il Marsiglia all'andata e al ritorno, a Dortmund e a Londra contro il Napoli) e 2 sconfitte, in casa con i tedeschi e in Italia al San Paolo. Per gli ottavi, i londinesi vengono sorteggiati con i campioni in carica del Bayern Monaco, affrontati anche l'anno prima.
In League Cup, l'Arsenal elimina inizialmente il WBA ai rigori dopo l'1-1 dei tempi regolamentari e supplementari. Viene successivamente estromesso, nel quarto turno, dal Chelsea, vincente per 2-0.
In FA Cup l'avventura dell'Arsenal inizia con il derby contro il Tottenham, battuto per 2-0. Successivamente, i londinesi schiantano il Coventry per 4-0.

## Maglie e sponsor
Per l'attuale stagione lo sponsor ufficiale dell'Arsenal è Fly Emirates, mentre lo sponsor tecnico è Nike.
| Casa | Trasferta | 1ª div. portiere | 2ª div. portiere | 3ª div. portiere |

## Organigramma societario
Aggiornato al 16 agosto 2013.
Staff tecnico
- Allenatore: Arsène Wenger
- Allenatore in seconda: Steve Bould
- Osservatore Prima Squadra: Boro Primorac
- Allenatore Squadra Riserve: Neil Banfield
- Allenatore dei portieri: Gerry Peyton

## Rosa
Dati aggiornati al 31 gennaio 2014
| N. |                        | Ruolo | Calciatore                   |
| -- | ---------------------- | ----- | ---------------------------- |
| 1  | Polonia (bandiera)     | P     | Wojciech Szczęsny            |
| 3  | Francia (bandiera)     | D     | Bacary Sagna                 |
| 4  | Germania (bandiera)    | D     | Per Mertesacker              |
| 5  | Belgio (bandiera)      | D     | Thomas Vermaelen (capitano)  |
| 6  | Francia (bandiera)     | D     | Laurent Koscielny (capitano) |
| 7  | Rep. Ceca (bandiera)   | C     | Tomáš Rosický                |
| 8  | Spagna (bandiera)      | C     | Mikel Arteta (vice-capitano) |
| 9  | Germania (bandiera)    | A     | Lukas Podolski               |
| 10 | Inghilterra (bandiera) | C     | Jack Wilshere                |
| 11 | Germania (bandiera)    | C     | Mesut Özil                   |
| 12 | Francia (bandiera)     | A     | Olivier Giroud               |
| 13 | Italia (bandiera)      | P     | Emiliano Viviano             |
| 14 | Inghilterra (bandiera) | A     | Theo Walcott                 |
| 15 | Inghilterra (bandiera) | C     | Alex Oxlade-Chamberlain      |
| 16 | Galles (bandiera)      | C     | Aaron Ramsey                 |
| 17 | Spagna (bandiera)      | D     | Nacho Monreal                |
| 19 | Spagna (bandiera)      | C     | Santi Cazorla                |
| 20 | Francia (bandiera)     | C     | Mathieu Flamini              |

| N. |                          | Ruolo | Calciatore        |
| -- | ------------------------ | ----- | ----------------- |
| 21 | Polonia (bandiera)       | P     | Łukasz Fabiański  |
| 22 | Francia (bandiera)       | A     | Yaya Sanogo       |
| 23 | Danimarca (bandiera)     | A     | Nicklas Bendtner  |
| 24 | Francia (bandiera)       | C     | Abou Diaby        |
| 25 | Inghilterra (bandiera)   | D     | Carl Jenkinson    |
| 26 | Ghana (bandiera)         | C     | Emmanuel Frimpong |
| 28 | Inghilterra (bandiera)   | D     | Kieran Gibbs      |
| 29 | Svezia (bandiera)        | C     | Kim Källström     |
| 30 | Corea del Sud (bandiera) | A     | Park Chu-Young    |
| 31 | Giappone (bandiera)      | A     | Ryō Miyaichi      |
| 37 | Inghilterra (bandiera)   | A     | Chuba Akpom       |
| 40 | Spagna (bandiera)        | D     | Héctor Bellerín   |
| 42 | Germania (bandiera)      | C     | Thomas Eisfeld    |
| 44 | Germania (bandiera)      | A     | Serge Gnabry      |
| 45 | Inghilterra (bandiera)   | C     | Isaac Hayden      |
| 53 | Svezia (bandiera)        | C     | Kristoffer Olsson |
| 58 | Germania (bandiera)      | C     | Gedion Zelalem    |

## Calciomercato

### Sessione estiva(dall'1/7 al 2/9)
| Acquisti         | Acquisti          | Acquisti        | Acquisti                  |
| R.               | Nome              | da              | Modalità                  |
| ---------------- | ----------------- | --------------- | ------------------------- |
| A                | Yaya Sanogo       |                 | svincolato                |
| C                | Mathieu Flamini   |                 | svincolato                |
| P                | Emiliano Viviano  | Palermo         | prestito                  |
| C                | Mesut Özil        | Real Madrid     | definitivo (50 milioni €) |
| C                | Ryō Miyaichi      | Wigan           | fine prestito             |
| A                | Nicklas Bendtner  | Juventus        | fine prestito             |
| A                | Marouane Chamakh  | West Ham Utd    | fine prestito             |
| D                | Johan Djourou     | Hannover 96     | fine prestito             |
| C                | Emmanuel Frimpong | Fulham          | fine prestito             |
| Altre operazioni |                   |                 |                           |
| R.               | Nome              | da              | Modalità                  |
| A                | Joel Campbell     | Real Betis      | fine prestito             |
| A                | Wellington Silva  | Ponferradina    | fine prestito             |
| A                | Philip Roberts    | Inverness       | fine prestito             |
| C                | Park Chu-Young    | Celta Vigo      | fine prestito             |
| C                | Chuks Aneke       | Crewe Alexandra | fine prestito             |
| A                | Benik Afobe       | Millwall        | fine prestito             |
| C                | Samuel Galindo    | Wilstermann     | fine prestito             |
| D                | André Santos      | Grêmio          | fine prestito             |
| C                | Denílson          | San Paolo       | fine prestito             |

| Cessioni         | Cessioni            | Cessioni        | Cessioni                                          |
| R.               | Nome                | a               | Modalità                                          |
| ---------------- | ------------------- | --------------- | ------------------------------------------------- |
| D                | Sébastien Squillaci | -               | svincolato                                        |
| A                | Andrey Arshavin     | -               | svincolato                                        |
| D                | Johan Djourou       | Amburgo         | prestito oneroso con diritto di riscatto (0,75 €) |
| P                | Vito Mannone        | Sunderland      | definitivo (2,4 milioni €)                        |
| C                | Francis Coquelin    | Friburgo        | prestito oneroso (0,2 milioni €)                  |
| A                | Gervinho            | Roma            | definitivo (8 milioni €)                          |
| A                | Marouane Chamakh    | Crystal Palace  | definitivo (1,2 milioni €)                        |
| Altre operazioni |                     |                 |                                                   |
| R.               | Nome                | da              | Modalità                                          |
| D                | Martin Angha        | -               | svincolato                                        |
| C                | Kyle Ebecilio       | -               | svincolato                                        |
| C                | Craig Eastmond      | -               | svincolato                                        |
| C                | Jordan Wynter       | -               | svincolato                                        |
| D                | Elton Monteiro      | -               | svincolato                                        |
| D                | Samir Bihmoutine    | -               | svincolato                                        |
| D                | Jernade Meade       | -               | svincolato                                        |
| C                | Conor Henderson     | -               | svincolato                                        |
| C                | Josh Rees           | -               | svincolato                                        |
| A                | Nigel Neita         | -               | svincolato                                        |
| A                | Philip Roberts      | -               | svincolato                                        |
| C                | Sanchez Watt        | -               | svincolato                                        |
| P                | James Shea          | -               | svincolato                                        |
| P                | Reice Charles-Cook  | -               | svincolato                                        |
| C                | Denílson            | -               | svincolato                                        |
| D                | André Santos        | -               | svincolato                                        |
| A                | Joel Campbell       | Olympiacos      | prestito                                          |
| D                | Sead Hajrović       | -               | svincolato                                        |
| C                | Chuks Aneke         | Crewe Alexandra | prestito                                          |
| D                | Ignasi Miquel       | Leicester City  | prestito                                          |
| A                | Wellington Silva    | Real Murcia     | prestito                                          |

### Trasferimenti tra le due sessioni
| Acquisti | Acquisti      | Acquisti    | Acquisti      |
| R.       | Nome          | da          | Modalità      |
| -------- | ------------- | ----------- | ------------- |
| C        | Nico Yennaris | Bournemouth | fine prestito |

| Cessioni | Cessioni          | Cessioni       | Cessioni                                            |
| R.       | Nome              | a              | Modalità                                            |
| -------- | ----------------- | -------------- | --------------------------------------------------- |
| P        | Emiliano Martínez | Sheffield Weds | prestito (dal 15/10 fino al termine della stagione) |
| A        | Austin Lipman     | Boreham Wood   | prestito (dal 25/10 all'1/3)                        |
| D        | Héctor Bellerín   | Watford        | prestito (dal 22/11 fino al 18/2)                   |
| C        | Nico Yennaris     | Bournemouth    | prestito (dal 28/11 al 2/1)                         |
| A        | Anthony Jeffrey   | Boreham Wood   | prestito (dal 3/12 al 2/1)                          |

### Sessione invernale(dal 3/1 al 31/1)
| Acquisti | Acquisti        | Acquisti      | Acquisti             |
| R.       | Nome            | da            | Modalità             |
| -------- | --------------- | ------------- | -------------------- |
| A        | Anthony Jeffrey | Boreham Wood  | risoluzione prestito |
| C        | Nico Yennaris   | Bournemouth   | fine prestito        |
| C        | Kim Källström   | Spartak Mosca | prestito             |

| Cessioni | Cessioni          | Cessioni       | Cessioni                  |
| R.       | Nome              | a              | Modalità                  |
| -------- | ----------------- | -------------- | ------------------------- |
| A        | Chuba Akpom       | Brentford      | prestito (dal 9/1 al 9/2) |
| A        | Anthony Jeffrey   |                | svincolato                |
| C        | Nico Yennaris     | Brentford      | definitivo                |
| A        | Benik Afobe       | Sheffield Weds | prestito                  |
| C        | Emmanuel Frimpong | Barnsley       | definitivo                |
| D        | Daniel Boateng    | Hibernian      | prestito                  |
| C        | Park Chu-Young    | Watford        | prestito                  |

### Trasferimenti dopo la sessione invernale
| Acquisti | Acquisti        | Acquisti      | Acquisti             |
| R.       | Nome            | da            | Modalità             |
| -------- | --------------- | ------------- | -------------------- |
| A        | Chuba Akpom     | Brentford     | fine prestito        |
| A        | Austin Lipman   | Boreham Wood  | fine prestito        |
| D        | Héctor Bellerín | Watford       | risoluzione prestito |
| A        | Chuba Akpom     | Coventry City | risoluzione prestito |
| D        | Zach Fagan      | Boreham Wood  | fine prestito        |

| Cessioni | Cessioni    | Cessioni      | Cessioni                    |
| R.       | Nome        | a             | Modalità                    |
| -------- | ----------- | ------------- | --------------------------- |
| A        | Chuba Akpom | Coventry City | prestito (dal 14/2 al 24/3) |
| D        | Zach Fagan  | Boreham Wood  | prestito (dal 12/3 al 26/4) |

## Risultati

### Premier League
| Arbitro: | Anthony Taylor |

|           |           |                                  |
| Giroud 6’ | Marcatori | 22’, 61’ (rig.) Benteke 85’ Luna |

| Arbitro: | Webb |

|          |           |                              |
| Bent 77’ | Marcatori | 14’ Giroud 41’, 68’ Podolski |

| Arbitro: | Oliver |

|            |           |  |
| Giroud 23’ | Marcatori |  |

| Arbitro: | Martin Atkinson |

|                    |           |                            |
| Gardner 48’ (rig.) | Marcatori | 11’ Giroud 67’, 76’ Ramsey |

| Arbitro: | Dean |

|                                     |           |             |
| Ramsey 5’ Mertesacker 36’ Sagna 72’ | Marcatori | 26’ Cameron |

| Arbitro: | Clattenburg |

|            |           |                       |
| Davies 81’ | Marcatori | 58’ Gnabry 62’ Ramsey |

| Arbitro: | Lee Mason |

|           |           |              |
| Yacob 42’ | Marcatori | 63’ Wilshere |

| Arbitro: | Probert |

|                                       |           |            |
| Wilshere 18’ Özil 58’, 88’ Ramsey 83’ | Marcatori | 70’ Howson |

| Arbitro: | Chris Foy |

|  |           |                              |
|  | Marcatori | 47’ (rig.) Arteta 87’ Giroud |

| Arbitro: | Martin Atkinson |

|                        |           |  |
| Cazorla 19’ Ramsey 59’ | Marcatori |  |

| Arbitro: | Michael Oliver |

|                |           |  |
| van Persie 27’ | Marcatori |  |

| Arbitro: | Mark Clattenburg |

|                        |           |  |
| Giroud 22’, 86’ (rig.) | Marcatori |  |

| Arbitro: | Lee Mason |

|  |           |                               |
|  | Marcatori | 29’, 90+2’ Ramsey 86’ Flamini |

| Arbitro: | Andre Marriner |

|                      |           |  |
| Bendtner 2’ Özil 47’ | Marcatori |  |

| Arbitro: | Howard Webb |

|          |           |              |
| Özil 80’ | Marcatori | 84’ Deulofeu |

| Arbitro: | Martin Atkinson |

|                                                                             |           |                                    |
| Agüero 14’ Negredo 39’ Fernandinho 50’, 88’ Silva 66’ Y. Touré 90+6’ (rig.) | Marcatori | 31’, 63’ Walcott 90+4’ Mertesacker |

| Londra 23 dicembre 2013, ore 21:00 CET 17ª giornata | Arsenal   | 0 – 0 referto | Chelsea | Emirates Stadium (60.039 spett.)\| Arbitro: \| Mike Dean \| |
| Arbitro:                                            | Mike Dean |               |         |                                                             |

| Arbitro: | Phil Dowd |

|          |           |                               |
| Cole 46’ | Marcatori | 68’, 71’ Walcott 79’ Podolski |

| Arbitro: | Lee Probert |

|  |           |            |
|  | Marcatori | 65’ Giroud |

| Arbitro: | Jonathan Moss |

|                            |           |  |
| Bendtner 88’ Walcott 90+2’ | Marcatori |  |

| Arbitro: | Neil Swarbrick |

|             |           |                         |
| Benteke 76’ | Marcatori | 34’ Wilshere 35’ Giroud |

| Arbitro: | Probert |

|                  |           |  |
| Cazorla 57’, 62’ | Marcatori |  |

| Arbitro: | Lee Mason |

|                       |           |                        |
| Fonte 21’ Lallana 54’ | Marcatori | 48’ Giroud 52’ Cazorla |

| Arbitro: | Jonathan Moss |

|                             |           |  |
| Oxlade-Chamberlain 47’, 73’ | Marcatori |  |

| Arbitro: | Michael Oliver |

|                                                |           |                   |
| Škrtel 1’, 10’ Sterling 16’, 52’ Sturridge 20’ | Marcatori | 69’ (rig.) Arteta |

| Londra 12 febbraio 2014, ore 20:45 CET 26ª giornata | Arsenal          | 0 – 0 referto | Manchester Utd | Emirates Stadium (60.021 spett.)\| Arbitro: \| Mark Clattenburg \| |
| Arbitro:                                            | Mark Clattenburg |               |                |                                                                    |

| Arbitro: | Andre Marriner |

|                                          |           |                 |
| Giroud 5’, 31’ Rosický 42’ Koscielny 57’ | Marcatori | 81’ Giaccherini |

| Arbitro: | Michael Jones |

|                    |           |  |
| Walters 76’ (rig.) | Marcatori |  |

| Arbitro: | Lee Probert |

|                         |           |                             |
| Podolski 73’ Giroud 74’ | Marcatori | 11’ Bony 90’ (aut.) Flamini |

| Arbitro: | Mike Dean |

|  |           |            |
|  | Marcatori | 2’ Rosický |

| Arbitro: | Andre Marriner |

|                                                                 |           |  |
| Eto'o 5’ Schürrle 7’ Hazard 17’ (rig.) Oscar 42’, 66’ Salah 71’ | Marcatori |  |

| Arbitro: | Mike Dean |

|             |           |           |
| Flamini 53’ | Marcatori | 18’ Silva |

| Arbitro: | Martin Atkinson |

|                                           |           |  |
| Naismith 14’ Lukaku 34’ Arteta 61’ (aut.) | Marcatori |  |

| Arbitro: | Kevin Friend |

|                              |           |            |
| Podolski 44’, 78’ Giroud 55’ | Marcatori | 40’ Jarvis |

| Arbitro: | Jonathan Moss |

|  |           |                              |
|  | Marcatori | 31’ Ramsey 45’, 54’ Podolski |

| Arbitro: | Neil Swarbrick |

|                                   |           |  |
| Koscielny 26’ Özil 42’ Giroud 66’ | Marcatori |  |

| Arbitro: | Mike Jones |

|            |           |  |
| Giroud 14’ | Marcatori |  |

| Arbitro: | Lee Mason |

|  |           |                          |
|  | Marcatori | 53’ Ramsey 62’ Jenkinson |

### FA Cup

#### Trentaduesimi di finale
| Arbitro: | Mark Clattenburg |

|                         |           |  |
| Cazorla 32’ Rosický 62’ | Marcatori |  |

#### Sedicesimi di finale
| Arbitro: | Robert Madley |

|                                          |           |  |
| Podolski 15’, 27’ Giroud 84’ Cazorla 89’ | Marcatori |  |

#### Ottavi di finale
| Arbitro: | Howard Webb |

|                                     |           |                    |
| Oxlade-Chamberlain 17’ Podolski 47’ | Marcatori | 59’ (rig.) Gerrard |

#### Quarti di finale
| Arbitro: | Mark Clattenburg |

|                                           |           |            |
| Özil 7’ Arteta 69’ (rig.) Giroud 83’, 86’ | Marcatori | 33’ Lukaku |

#### Semifinale
| Arbitro: | Michael Oliver |

|                                       |                      |                                 |
| Gómez 63’ (rig.)                      | Marcatori            | 81’ Mertesacker                 |
| Caldwell Collison Beausejour McArthur | Tiri di rigore 2 – 4 | Arteta Källström Giroud Cazorla |

#### Finale
| Arbitro: | Lee Probert |

|                                       |           |                      |
| Cazorla 17’ Koscielny 72’ Ramsey 109’ | Marcatori | 3’ Chester 9’ Davies |

| Arsenal | Hull City |

| ARSENAL:      |    |                   |     |      |
|               |    |                   |     |      |
| P             | 21 | Łukasz Fabiański  |     |      |
| TD            | 13 | Bacary Sagna      |     |      |
| CD            | 4  | Per Mertesacker   |     |      |
| CS            | 6  | Laurent Koscielny |     |      |
| TS            | 28 | Kieran Gibbs      |     |      |
| CCD           | 8  | Mikel Arteta (C)  |     |      |
| CCS           | 16 | Aaron Ramsey      |     |      |
| ED            | 19 | Santi Cazorla     |     | 106’ |
| COC           | 11 | Mesut Özil        |     | 106’ |
| ES            | 9  | Lukas Podolski    |     | 61’  |
| A             | 12 | Olivier Giroud    | 85’ |      |
| Sostituti:    |    |                   |     |      |
| P             | 1  | Wojciech Szczęsny |     |      |
| D             | 5  | Thomas Vermaelen  |     |      |
| D             | 17 | Nacho Monreal     |     |      |
| C             | 7  | Tomáš Rosický     |     | 106’ |
| C             | 10 | Jack Wilshere     |     | 106’ |
| C             | 20 | Mathieu Flamini   |     |      |
| A             | 22 | Yaya Sanogo       |     | 61’  |
| Allenatore:   |    |                   |     |      |
| Arsène Wenger |    |                   |     |      |

| HULL CITY:  |    |                    |     |      |
|             |    |                    |     |      |
| P           | 1  | Allan McGregor     |     |      |
| CD          | 5  | James Chester      |     |      |
| DC          | 4  | Alex Bruce         |     | 66’  |
| CS          | 6  | Curtis Davies (C)  | 86’ |      |
| ED          | 27 | Ahmed Al-Muhammadi |     |      |
| CCD         | 14 | Jake Livermore     |     |      |
| CDC         | 8  | Tom Huddlestone    | 60’ |      |
| CCS         | 7  | David Meyler       | 70’ |      |
| ES          | 2  | Liam Rosenior      |     | 102’ |
| COC         | 29 | Stephen Quinn      |     | 75’  |
| A           | 12 | Matty Fryatt       |     |      |
| Sostituti:  |    |                    |     |      |
| P           | 22 | Steve Harper       |     |      |
| D           | 3  | Maynor Figueroa    |     |      |
| D           | 15 | Paul McShane       |     | 66’  |
| C           | 10 | Robert Koren       |     |      |
| C           | 17 | George Boyd        |     | 102’ |
| A           | 20 | Yannick Sagbo      |     |      |
| A           | 24 | Sone Aluko         |     | 75’  |
| Allenatore: |    |                    |     |      |
| Steve Bruce |    |                    |     |      |

| Assistenti: Jake Collin Mick McDonough 4º ufficiale: Kevin Friend |

### Football League Cup

#### Sedicesimi di finale
| Arbitro: | Robert Madley |

|                                           |                      |                                        |
| Berahino 71’                              | Marcatori            | 62’ Eisfeld                            |
| Reid Rosenberg Morrison Dawson Amalfitano | Tiri di rigore 3 – 4 | Bendtner Gnabry Bellerín Akpom Monreal |

#### Ottavi di finale
| Arbitro: | Phil Dowd |

|  |           |                          |
|  | Marcatori | 26’ Azpilicueta 67’ Mata |

### UEFA Champions League

#### Play-off
| Arbitro: | Gianluca Rocchi |

|  |           |                                        |
|  | Marcatori | 51’ Gibbs 64’ Ramsey 77’ (rig.) Giroud |

| Arbitro: | Carlos Velasco Carballo |

|                 |           |  |
| Ramsey 25’, 72’ | Marcatori |  |

#### Fase a gironi
| Arbitro: | Olegário Benquerença |

|                      |           |                        |
| J. Ayew 90+3’ (rig.) | Marcatori | 65’ Walcott 83’ Ramsey |

| Arbitro: | Milorad Mažić |

|                    |           |  |
| Özil 8’ Giroud 15’ | Marcatori |  |

| Arbitro: | Jonas Eriksson |

|            |           |                                |
| Giroud 41’ | Marcatori | 16’ Mkhitaryan 82’ Lewandowski |

| Arbitro: | Björn Kuipers |

|  |           |            |
|  | Marcatori | 62’ Ramsey |

| Arbitro: | Antonio Mateu Lahoz |

|                  |           |  |
| Wilshere 1’, 65’ | Marcatori |  |

| Arbitro: | Viktor Kassai |

|                            |           |  |
| Higuaín 73’ Callejón 90+3’ | Marcatori |  |

##### Gruppo F
|               | ARS   | OM    | BOR   | NAP   |
| Arsenal       |       | 2 - 0 | 1 - 2 | 2 - 0 |
| O. Marsiglia  | 1 - 2 |       | 1 - 2 | 1 - 2 |
| Bor. Dortmund | 0 - 1 | 3 - 0 |       | 3 - 1 |
| Napoli        | 2 - 0 | 3 - 2 | 2 - 1 |       |

| Squadra             | P.ti | G | V | N | P | GF | GS | DR |
| ------------------- | ---- | - | - | - | - | -- | -- | -- |
| Borussia Dortmund   | 12   | 6 | 4 | 0 | 2 | 11 | 6  | +5 |
| Arsenal             | 12   | 6 | 4 | 0 | 2 | 8  | 5  | +3 |
| Napoli              | 12   | 6 | 4 | 0 | 2 | 10 | 9  | +1 |
| Olympique Marsiglia | 0    | 6 | 0 | 0 | 6 | 5  | 14 | -9 |

- Borussia Dortmund e   Arsenal qualificate agli ottavi di finale.
- Napoli qualificata ai sedicesimi di finale di UEFA Europa League 2013-2014

#### Ottavi di finale
| Arbitro: | Nicola Rizzoli |

|  |           |                      |
|  | Marcatori | 54’ Kroos 88’ Müller |

| Arbitro: | Svein Oddvar Moen |

|                    |           |              |
| Schweinsteiger 55’ | Marcatori | 57’ Podolski |

## Statistiche

### Statistiche di squadra
Statistiche aggiornate al 17 maggio 2014
| Competizione        | Punti | In casa | In casa | In casa | In casa | In casa | In casa | In trasferta | In trasferta | In trasferta | In trasferta | In trasferta | In trasferta | Totale | Totale | Totale | Totale | Totale | Totale | DR  |
| Competizione        | Punti | G       | V       | N       | P       | Gf      | Gs      | G            | V            | N            | P            | Gf           | Gs           | G      | V      | N      | P      | Gf     | Gs     | DR  |
| ------------------- | ----- | ------- | ------- | ------- | ------- | ------- | ------- | ------------ | ------------ | ------------ | ------------ | ------------ | ------------ | ------ | ------ | ------ | ------ | ------ | ------ | --- |
| Premier League      | 79    | 19      | 13      | 5       | 1       | 36      | 11      | 19           | 11           | 2            | 6            | 32           | 30           | 38     | 24     | 7      | 7      | 68     | 41     | +27 |
| FA Cup              | -     | 4       | 4       | 0       | 0       | 12      | 2       | 0            | 0            | 0            | 0            | 0            | 0            | 6      | 5      | 1      | 0      | 16     | 5      | +11 |
| Football League Cup | -     | 1       | 0       | 0       | 1       | 0       | 2       | 1            | 0            | 1            | 0            | 1            | 1            | 2      | 0      | 1      | 1      | 1      | 3      | -2  |
| Champions League    | -     | 5       | 3       | 0       | 2       | 7       | 4       | 5            | 3            | 1            | 1            | 7            | 4            | 10     | 6      | 1      | 3      | 14     | 8      | +6  |
| Totale              | -     | 29      | 20      | 5       | 4       | 55      | 19      | 25           | 14           | 4            | 7            | 40           | 35           | 56     | 35     | 10     | 11     | 99     | 57     | +42 |

### Statistiche dei giocatori
| Giocatore             | Premier League | Premier League | Premier League | Premier League | FA Cup   | FA Cup | FA Cup      | FA Cup     | League Cup | League Cup | League Cup  | League Cup | Champions League | Champions League | Champions League | Champions League | Totale   | Totale | Totale      | Totale     |
| Giocatore             | Presenze       | Reti           | Ammonizioni    | Espulsioni     | Presenze | Reti   | Ammonizioni | Espulsioni | Presenze   | Reti       | Ammonizioni | Espulsioni | Presenze         | Reti             | Ammonizioni      | Espulsioni       | Presenze | Reti   | Ammonizioni | Espulsioni |
| --------------------- | -------------- | -------------- | -------------- | -------------- | -------- | ------ | ----------- | ---------- | ---------- | ---------- | ----------- | ---------- | ---------------- | ---------------- | ---------------- | ---------------- | -------- | ------ | ----------- | ---------- |
| C. Akpom              | 1              | 0              | 0              | 0              | 0        | 0      | 0           | 0          | 1          | 0          | 0           | 0          | 0                | 0                | 0                | 0                | 2        | 0      | 0           | 0          |
| M. Arteta             | 31             | 2              | 3              | 1              | 5        | 1      | 0           | 0          | 1          | 0          | 1           | 0          | 6                | 0                | 4                | 1                | 43       | 3      | 8           | 2          |
| H. Bellerín           | 0              | 0              | 0              | 0              | 0        | 0      | 0           | 0          | 1          | 0          | 0           | 0          | 0                | 0                | 0                | 0                | 1        | 0      | 0           | 0          |
| N. Bendtner           | 9              | 2              | 0              | 0              | 1        | 0      | 0           | 0          | 2          | 0          | 0           | 0          | 2                | 0                | 0                | 0                | 14       | 2      | 0           | 0          |
| S. Cazorla            | 31             | 4              | 2              | 0              | 6        | 3      | 0           | 0          | 1          | 0          | 0           | 0          | 8                | 0                | 0                | 0                | 46       | 7      | 2           | 0          |
| P. Chu-Young          | 0              | 0              | 0              | 0              | 0        | 0      | 0           | 0          | 1          | 0          | 0           | 0          | 0                | 0                | 0                | 0                | 1        | 0      | 0           | 0          |
| A. Diaby              | 1              | 0              | 0              | 0              | 0        | 0      | 0           | 0          | 0          | 0          | 0           | 0          | 0                | 0                | 0                | 0                | 1        | 0      | 0           | 0          |
| T. Eisfeld            | 0              | 0              | 0              | 0              | 0        | 0      | 0           | 0          | 1          | 0          | 0           | 0          | 0                | 0                | 0                | 0                | 1        | 0      | 0           | 0          |
| Ł. Fabiański          | 1              | -0             | 0              | 0              | 6        | -5     | 0           | 0          | 2          | -3         | 0           | 0          | 2                | -3               | 0                | 0                | 11       | -11    | 0           | 0          |
| M. Flamini            | 27             | 2              | 8              | 1              | 3        | 0      | 2           | 0          | 0          | 0          | 0           | 0          | 6                | 0                | 0                | 0                | 36       | 2      | 10          | 1          |
| E. Frimpong           | 0              | 0              | 0              | 0              | 0        | 0      | 0           | 0          | 0          | 0          | 0           | 0          | 0                | 0                | 0                | 0                | 0        | 0      | 0           | 0          |
| K. Gibbs              | 28             | 0              | 2              | 0              | 5        | 0      | 0           | 0          | 0          | 0          | 0           | 0          | 8                | 1                | 0                | 0                | 41       | 1      | 2           | 0          |
| O. Giroud             | 36             | 16             | 4              | 0              | 5        | 3      | 1           | 0          | 1          | 0          | 0           | 0          | 9                | 3                | 1                | 0                | 51       | 22     | 6           | 0          |
| S. Gnabry             | 9              | 1              | 0              | 0              | 2        | 0      | 0           | 0          | 1          | 0          | 0           | 0          | 2                | 0                | 0                | 0                | 14       | 1      | 0           | 0          |
| I. Hayden             | 0              | 0              | 0              | 0              | 0        | 0      | 0           | 0          | 1          | 0          | 1           | 0          | 0                | 0                | 0                | 0                | 1        | 0      | 1           | 0          |
| C. Jenkinson          | 14             | 1              | 1              | 0              | 3        | 0      | 0           | 0          | 2          | 0          | 0           | 0          | 3                | 0                | 0                | 0                | 22       | 1      | 1           | 0          |
| K. Källström          | 3              | 0              | 1              | 0              | 1        | 0      | 0           | 0          | 0          | 0          | 0           | 0          | 0                | 0                | 0                | 0                | 4        | 0      | 1           | 0          |
| L. Koscielny          | 32             | 2              | 3              | 1              | 4        | 1      | 0           | 0          | 1          | 0          | 0           | 0          | 9                | 0                | 0                | 0                | 46       | 3      | 3           | 1          |
| P. Mertesacker        | 35             | 2              | 3              | 0              | 6        | 1      | 0           | 0          | 1          | 0          | 0           | 0          | 10               | 0                | 1                | 0                | 52       | 3      | 4           | 0          |
| R. Miyaichi           | 1              | 0              | 0              | 0              | 0        | 0      | 0           | 0          | 2          | 0          | 0           | 0          | 2                | 0                | 0                | 0                | 5        | 0      | 0           | 0          |
| N. Monreal            | 23             | 0              | 2              | 0              | 3        | 0      | 1           | 0          | 2          | 0          | 1           | 0          | 8                | 0                | 0                | 0                | 36       | 0      | 4           | 0          |
| K. Olsson             | 0              | 0              | 0              | 0              | 0        | 0      | 0           | 0          | 1          | 0          | 0           | 0          | 0                | 0                | 0                | 0                | 1        | 0      | 0           | 0          |
| A. Oxlade-Chamberlain | 14             | 2              | 0              | 0              | 4        | 1      | 0           | 0          | 0          | 0          | 0           | 0          | 2                | 0                | 0                | 0                | 20       | 3      | 0           | 0          |
| M. Özil               | 26             | 5              | 0              | 0              | 5        | 1      | 0           | 0          | 1          | 0          | 0           | 0          | 8                | 1                | 1                | 0                | 40       | 7      | 1           | 0          |
| L. Podolski           | 20             | 8              | 0              | 0              | 4        | 3      | 0           | 0          | 0          | 0          | 0           | 0          | 3                | 1                | 1                | 0                | 27       | 12     | 1           | 0          |
| A. Ramsey             | 23             | 10             | 3              | 0              | 2        | 1      | 0           | 0          | 1          | 0          | 0           | 0          | 8                | 5                | 3                | 0                | 34       | 16     | 6           | 0          |
| T. Rosický            | 27             | 2              | 7              | 0              | 3        | 1      | 0           | 0          | 1          | 0          | 0           | 0          | 8                | 0                | 2                | 0                | 39       | 3      | 9           | 0          |
| B. Sagna              | 35             | 1              | 6              | 0              | 4        | 0      | 0           | 0          | 0          | 0          | 0           | 0          | 9                | 0                | 0                | 0                | 48       | 1      | 6           | 0          |
| Y. Sanogo             | 8              | 0              | 0              | 0              | 4        | 0      | 0           | 0          | 0          | 0          | 0           | 0          | 2                | 0                | 1                | 0                | 14       | 0      | 1           | 0          |
| W. Szczęsny           | 37             | -41            | 2              | 0              | 0        | -0     | 0           | 0          | 0          | -0         | 0           | 0          | 9                | -5               | 1                | 1                | 46       | -46    | 3           | 1          |
| T. Vermaelen          | 14             | 0              | 0              | 0              | 3        | 0      | 1           | 0          | 2          | 0          | 1           | 0          | 2                | 0                | 1                | 0                | 21       | 0      | 3           | 0          |
| E. Viviano            | 0              | 0              | 0              | 0              | 0        | 0      | 0           | 0          | 0          | 0          | 0           | 0          | 0                | 0                | 0                | 0                | 0        | 0      | 0           | 0          |
| T. Walcott            | 13             | 5              | 1              | 0              | 1        | 0      | 0           | 0          | 0          | 0          | 0           | 0          | 4                | 1                | 0                | 0                | 18       | 6      | 1           | 0          |
| J. Wilshere           | 24             | 3              | 6              | 0              | 3        | 0      | 1           | 0          | 1          | 0          | 0           | 0          | 7                | 2                | 0                | 0                | 35       | 5      | 7           | 0          |
| G. Zelalem            | 0              | 0              | 0              | 0              | 1        | 0      | 0           | 0          | 0          | 0          | 0           | 0          | 0                | 0                | 0                | 0                | 1        | 0      | 0           | 0          |